# Patinaje de carreras en los Juegos Mundiales de 2022
El Patinaje de carreras en los Juegos Mundiales de 2022 fue uno de los deportes que formaron parte de los Juegos Mundiales de 2022 celebrados en Birmingham, Alabama durante el mes de julio de 2022, y se llevó a cabo en la Powell Steam Plant.

## Resultados

### Masculino
| Evento               | Oro            | Oro            | Plata         | Plata       | Bronce         | Bronce         |
| -------------------- | -------------- | -------------- | ------------- | ----------- | -------------- | -------------- |
| 100 m                | Jorge Martínez | Jorge Martínez | Kuo Li-yang   | Kuo Li-yang | Duccio Marsili | Duccio Marsili |
| 1 Vuelta             | Duccio Marsili | 1:03.75        | Yvan Sivilier | 1:04.97     | Simon Albrecht | 1:05.57        |
| Puntos 10 000 m      | Bart Swings    | 27 pts         | Daniel Zapata | 8 pts       | Mike Páez      | 2 pts          |
| Eliminación 15 000 m | Bart Swings    | 25:43 092      | Martin Ferrié | 26:28 464   | Patxi Peula    | 26:30 817      |

### Femenino
| Evento               | Oro             | Oro          | Plata              | Plata         | Bronce          | Bronce      |
| -------------------- | --------------- | ------------ | ------------------ | ------------- | --------------- | ----------- |
| 100 m                | Geiny Pájaro    | Geiny Pájaro | Chen Ying-chu      | Chen Ying-chu | Asja Varani     | Asja Varani |
| 1 Vuelta             | Nerea Langa     | 1:09.28      | Mathilde Pedronno  | 1:09.95       | Chen Ying-chu   | 1:12.29     |
| Puntos 10 000 m      | Gabriela Vargas | 12 pts       | Johana Viveros     | 10 pts        | Marine Lefeuvre | 8 pts       |
| Eliminación 15 000 m | Johana Viveros  | 29:32 728    | Valentina Letelier | 29:33 173     | Marine Lefeuvre | 29:33 895   |

## Medallero
| Rank               | País               | Oro | Plata | Bronce | Total |
| ------------------ | ------------------ | --- | ----- | ------ | ----- |
| 1                  | Colombia           | 2   | 2     | 0      | 4     |
| 2                  | Bélgica            | 2   | 0     | 0      | 2     |
| 3                  | México             | 1   | 1     | 1      | 3     |
| 4                  | Italia             | 1   | 0     | 2      | 3     |
| 5                  | España             | 1   | 0     | 1      | 2     |
| 6                  | Ecuador            | 1   | 0     | 0      | 1     |
| 7                  | Francia            | 0   | 3     | 2      | 5     |
| 8                  | China Taipéi       | 0   | 2     | 1      | 3     |
| 9                  | Alemania           | 0   | 0     | 1      | 1     |
| Totales (9 países) | Totales (9 países) | 8   | 8     | 8      | 24    |